# Bahnhof Hamburg Landungsbrücken

Der Bahnhof Hamburg Landungsbrücken ist ein wichtiger Verkehrsknotenpunkt in Hamburg-Neustadt. Es handelt sich um eine Umsteigehaltestelle zwischen U-Bahn und S-Bahn, die auch über eine Bus- sowie eine Fähranbindung verfügt. Früher bestand auch ein Straßenbahnanschluss. Der U-Bahnhof ist einer der ältesten in Hamburg und steht unter Denkmalschutz. Etwa 29.000 Menschen frequentieren hier täglich die Station.

## Geschichte

### U-Bahn
Ab 1906 wurde die erste Linie der U-Bahn Hamburg gebaut, die auch als Hochbahn bezeichnet wurde. In einem Ring wurde sie um die Hamburger Innenstadt geführt. Am Hang des Stintfangs in der Nähe der namensgebenden Landungsbrücken wurde eine Station mit Seitenbahnsteigen erbaut. Sie wurde von den Architekten Johann Emil Schaudt und Walter Puritz gestaltet. Der Bahnhof wurde halboffen angelegt: Der westliche Teil ist mit einer Betonplatte überdeckt, der östliche Teil hingegen offen.
Der Bahnhof ging zunächst unter dem Namen Hafentor gemeinsam mit dem Streckenabschnitt Millerntor (heute St. Pauli) – Rathausmarkt (heute Rathaus) als letztes Teilstück des Hochbahn-Rings am 29. Juni 1912 in Betrieb. 1920 wurde die Station in Landungsbrücken umbenannt.
Über dem westlichen Haupteingang besaß sie einen markanten Turm, der im Zweiten Weltkrieg beschädigt und im Zuge der Modernisierung der gesamten Haltestelle 1959 abgerissen wurde. Der östliche Treppenzugang der U-Bahn-Haltestelle aus dem Jahr 1923 blieb bis 1924 wegen Personalmangel bei der Hochbahn geschlossen. Der Entwurf für den Ziegelbau mit 62-stufigen Treppenbauwerken, die beiderseitig zu den außenliegenden U-Bahnsteigen führen, stammt von Walter Puritz und ist optisch an das einstige Wachgebäude des namensgebenden Hafentores angelehnt.

U-Bahnhof „Hafentor“ 1912
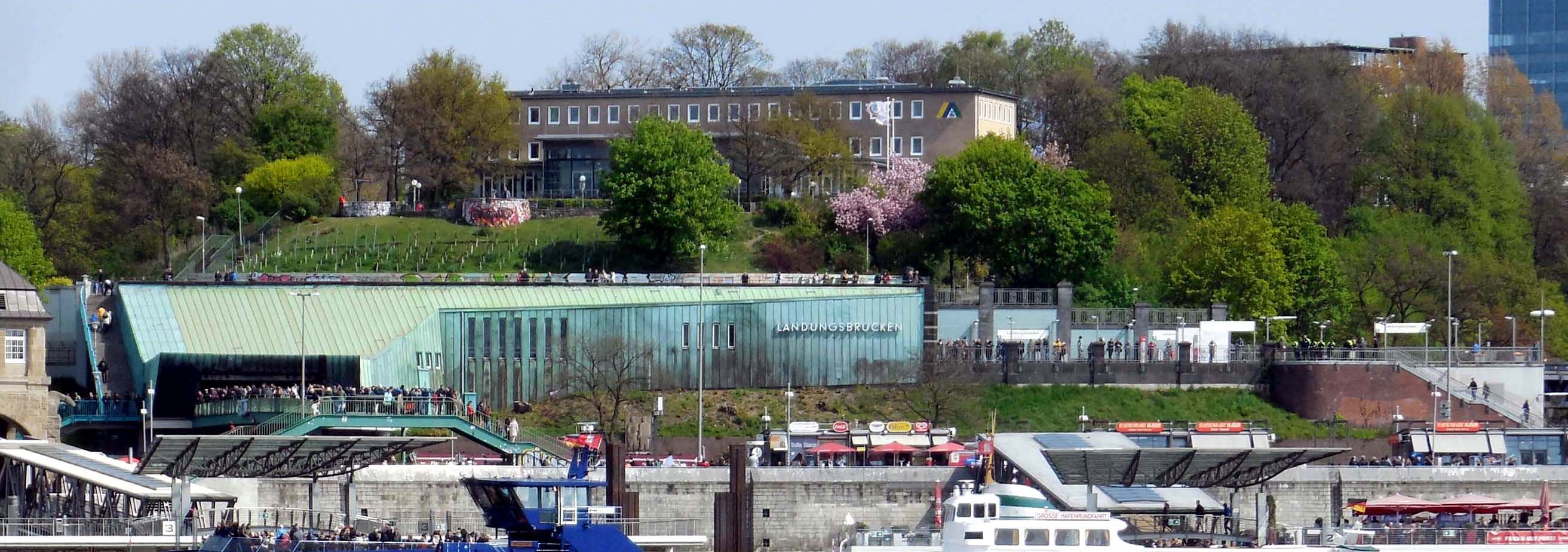
U-Bahnhof Landungsbrücken mit Zugängen
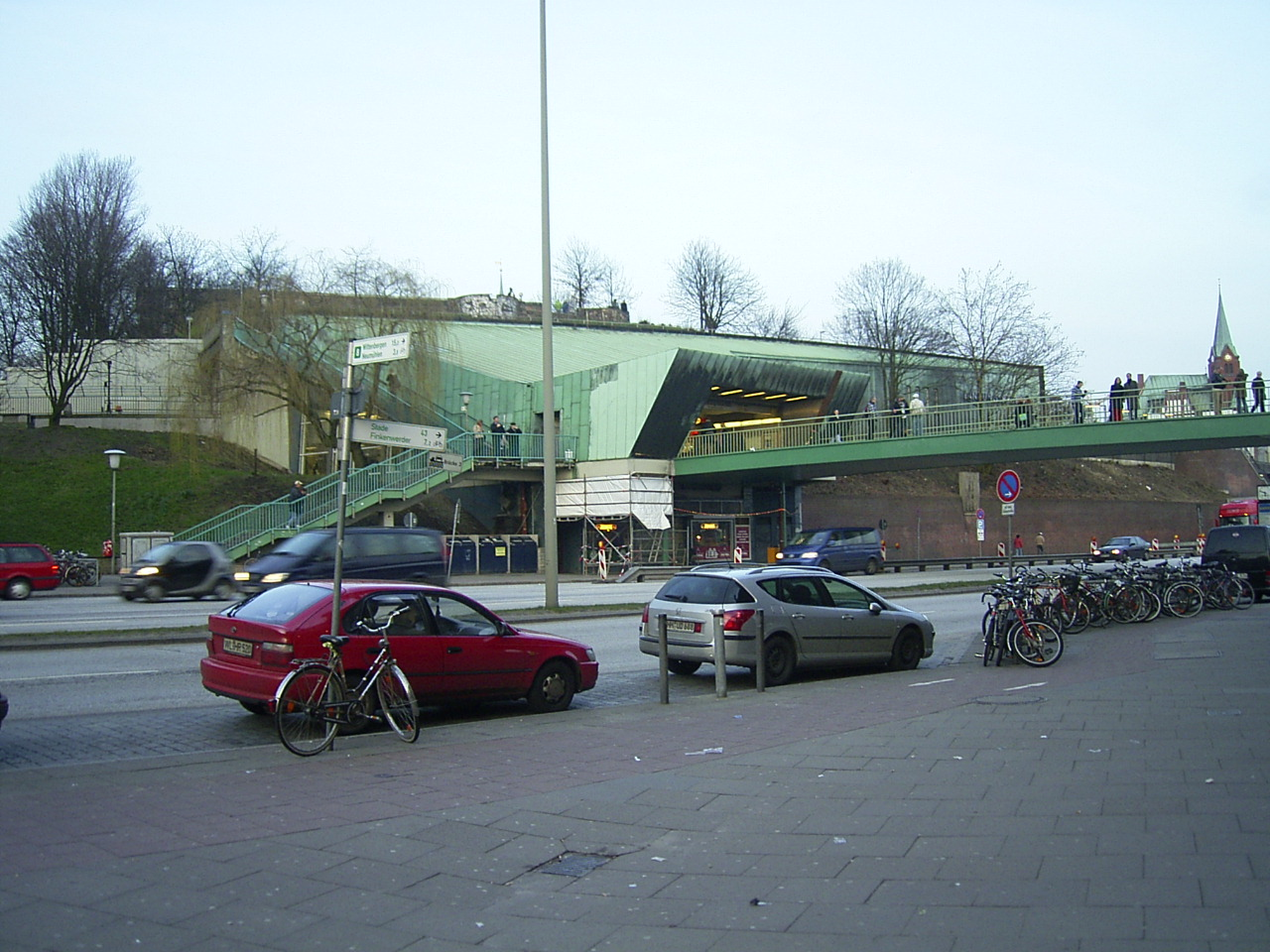
Der „neue“ Bahnhofseingang mit der Fußgängerbrücke entstand 1959
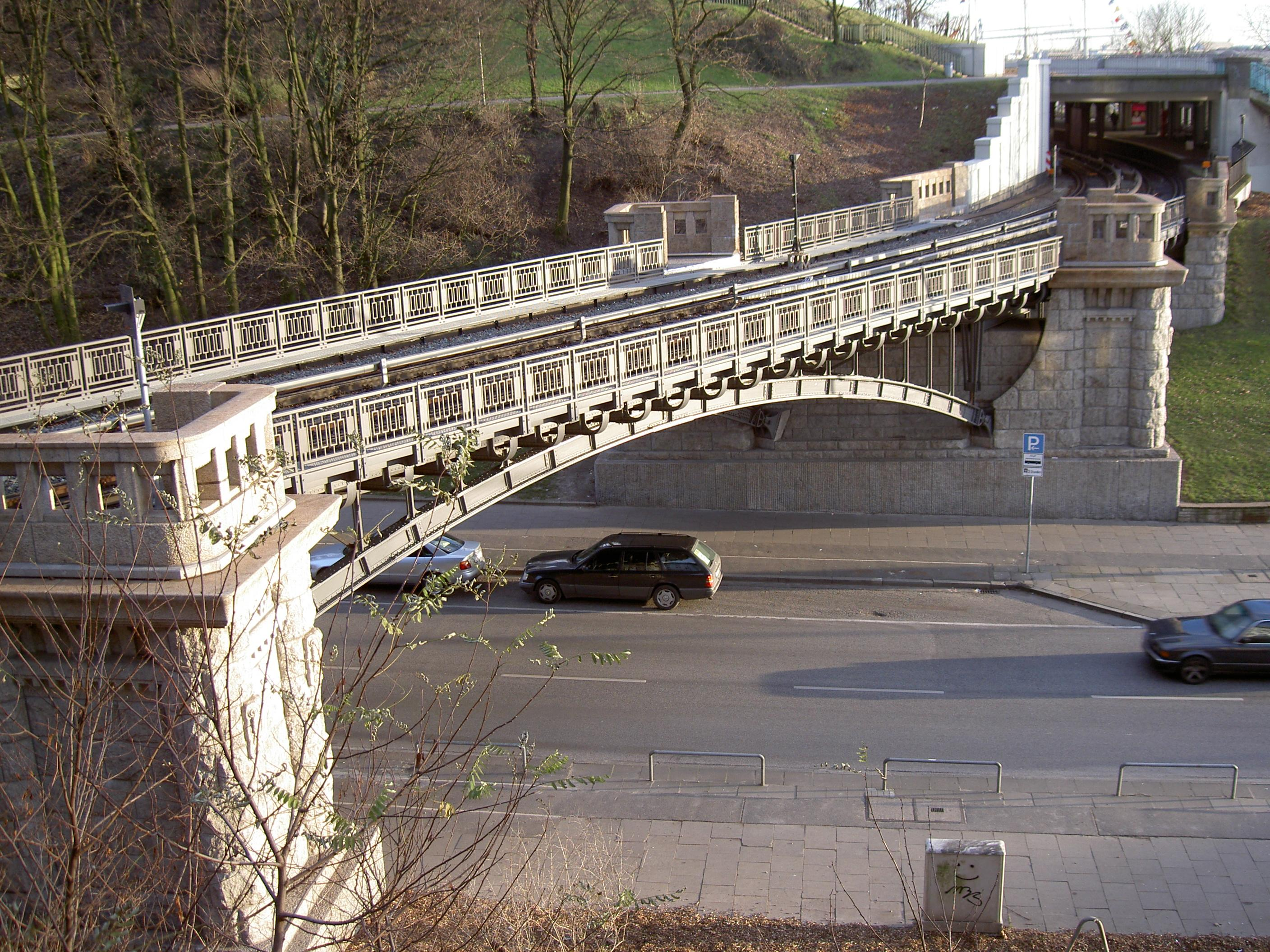
Die Hochbahn-Brücke über die Helgoländer Allee, im Hintergrund der Bahnhof

Bei der Modernisierung wurde der Eingang mit Kupferdach nach Plänen von Hans L. M. Loop und Fritz Trautwein mit einer breiten Fußgängerbrücke und einem 32-stufigen Treppenbauwerk zu den Schiffsanlegern verbunden. Die Brücke über die hier sechsspurige Straße Bei den St. Pauli-Landungsbrücken wurde benötigt, um das bis in die 1960er Jahre hinein bei Schichtwechsel im Hafen hohe Fahrgastaufkommen an dieser U-Bahn-Haltestelle zu bewältigen. Auch auf der gegenüberliegenden Straßenseite wurde ein schmalerer Treppenaufgang errichtet. Innerhalb des Gebäudes führen zwei weitere, jeweils 27-stufige Treppenaufgänge zu den beiden U-Bahnsteigen. Der nördliche dieser Aufgänge zur Fahrtrichtung nach St. Pauli ist mit einer Rolltreppe ausgestattet.
1971 fanden erneut erhebliche Umbaumaßnahmen statt, als der Tunnel der City-S-Bahn unter dem Stintfang errichtet wurde. Nach Abschluss der Bauarbeiten bot die westliche Zugangshalle als Hauptzugang zur U-Bahn im hinteren Bereich auch einen Zugang zum unterirdischen S-Bahnsteig über einen achtstufigen Niedergang und beiderseits anschließend von diesem Absatz ausgehenden mit Rolltreppen ausgestatteten nach unten abgehenden Treppenschächten. Die neue Umsteigehaltestelle wurde am 1. Juni 1975 eröffnet.

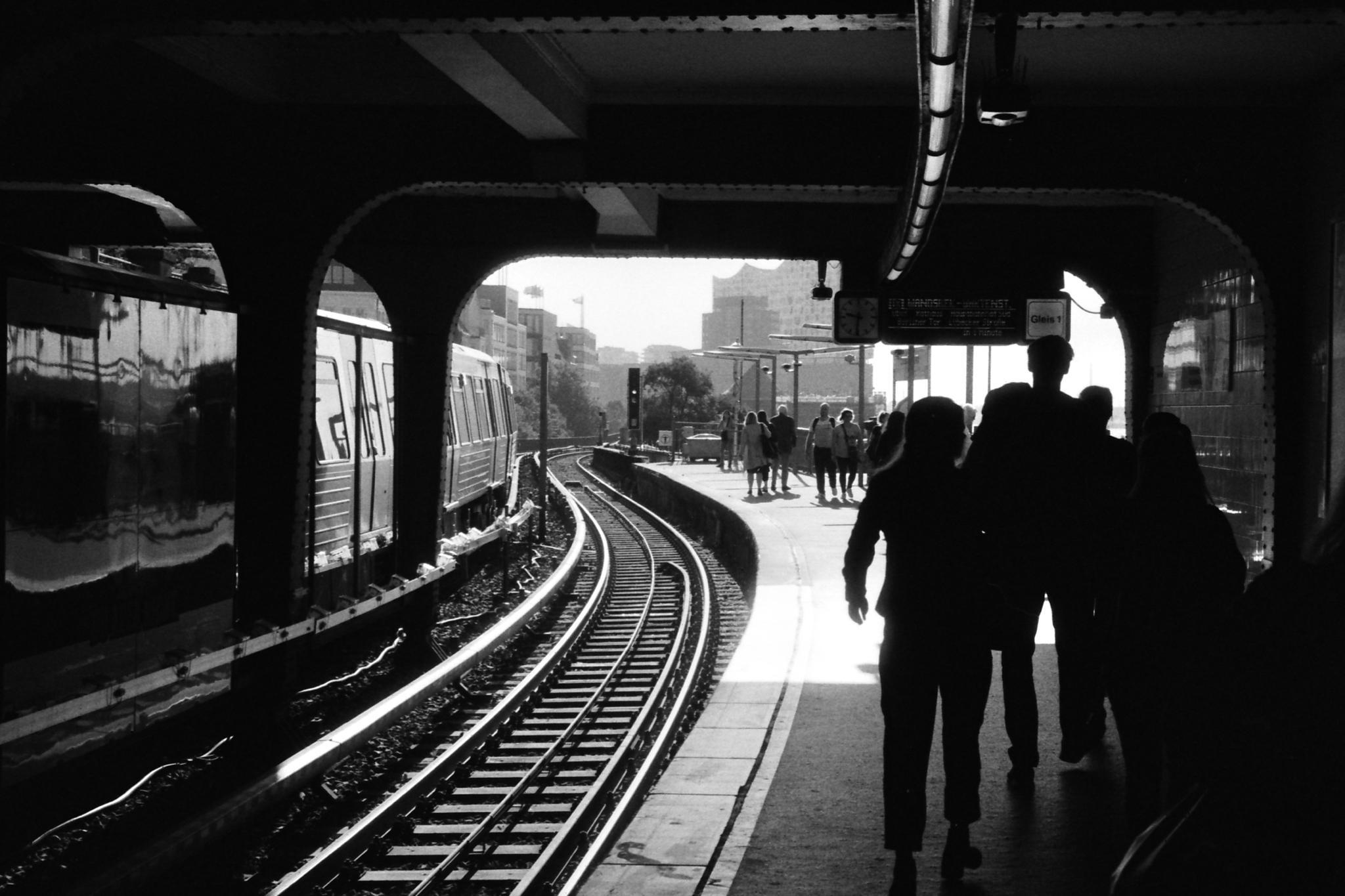
U-Bahnsteig in Kurvenlage 2018.

Im Mai 2019 begann die Sanierung und der barrierefreie Umbau der U-Bahn-Haltestelle. Für mehrere Monate hielten daher keine Züge in der Station. Die Sanierung wurde in Kooperation mit dem Denkmalschutzamt vorgenommen. Ziel war es, „die komplette Altkonstruktion, bestehend aus Stahlstützen, Stahlbindern und den Oberflächen zu erhalten.“ Um die in einer starken Kurvenlage gelegenen Bahnsteige barrierefrei umzubauen, wurden wie schon zuvor in der Haltestelle Klosterstern an den Bahnsteigkanten sogenannte „Gapfiller“ („Lückenfüller“), bestehend aus flexiblen Kunststofflamellen, die den Abstand zwischen Zug und Bahnsteigkante reduzieren, eingebaut. Alternativen dazu wären ein mindestens teilweiser Abriss und Neubau des Viadukts gewesen oder eine Verlegung der Station auf die gerade Strecke Richtung Baumwall – Möglichkeiten, die zuvor auch diskutiert worden waren.
Die Ergänzung von Aufzügen zum U-Bahnsteig an deren östlichen Aufgang ist im Bau. Auch ein Leitsystem für Menschen mit Sehbehinderung wurde installiert, die Bahnsteige erhöht. Seit 9. September 2019 konnte die Station wieder von Zügen durchfahren werden. Die Eröffnung der U-Bahn-Haltestelle selbst verzögerte sich jedoch bis zum 16. Dezember 2019, da während der Bauarbeiten unter den Oberflächen größere Schäden an der Bausubstanz entdeckt worden waren. Der U-Bahnhof hat täglich 10.230 Ein- und Aussteiger (Mo–Fr, 2019).
Betrieb
Vom Bahnhof Hamburg Landungsbrücken verkehrt die U3 in Richtung Barmbek und Wandsbek-Gartenstadt.
| Linie | Verlauf |
| ----- | --- |
| U 3   | Barmbek – Saarlandstraße – Borgweg (Stadtpark) – Sierichstraße – Kellinghusenstraße – Eppendorfer Baum – Hoheluftbrücke – Schlump – Sternschanze – Feldstraße (Heiligengeistfeld) – St. Pauli – Landungsbrücken – Baumwall (Elbphilharmonie) – Rödingsmarkt – Rathaus – Mönckebergstraße – Hauptbahnhof Süd – Berliner Tor – Lübecker Straße – Uhlandstraße – Mundsburg – Hamburger Straße – Dehnhaide – Barmbek – (in Planung Fuhlsbüttler Straße –) Habichtstraße – Wandsbek-Gartenstadt |

### S-Bahn

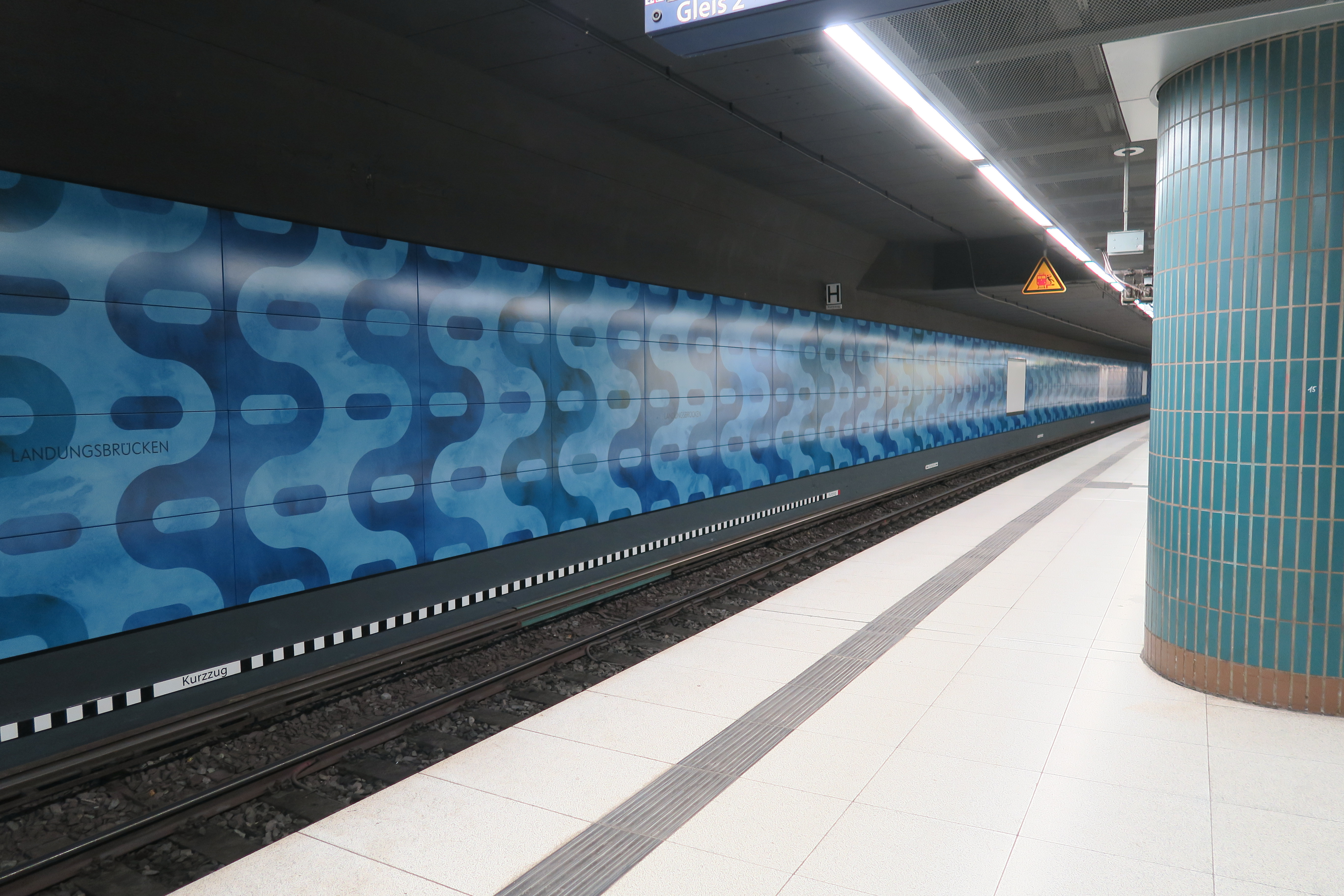
Bahnsteig (Zustand Oktober 2019). Die Umgestaltung der Stützen auf dem Bahnsteig steht noch aus.

Der S-Bahnhof Landungsbrücken ist seit 1. Juni 1975 als Station der S-Bahn und Bestandteil der Tunnelstrecke vom Hauptbahnhof nach Altona (City-S-Bahn) in Betrieb.
Zunächst war sie eine Endhaltestelle, ab hier verkehrte die Linie S10 auf ihrem Weg über Jungfernstieg und Hauptbahnhof bis nach Barmbek. Ab 21. April 1979 verkehrte hier statt der S10 die S1 von Wedel über Altona nach Poppenbüttel. Die Streckenführung der S1 wurde nun von der neu eingerichteten S11 abgelöst. Als Eselsbrücke diente der frühere Verlauf der Straßenbahn: Die S1 fuhr ähnlich der früheren Straßenbahnlinie 1 über Landungsbrücken, die S11 wie früher die 11 über Holstenstraße.

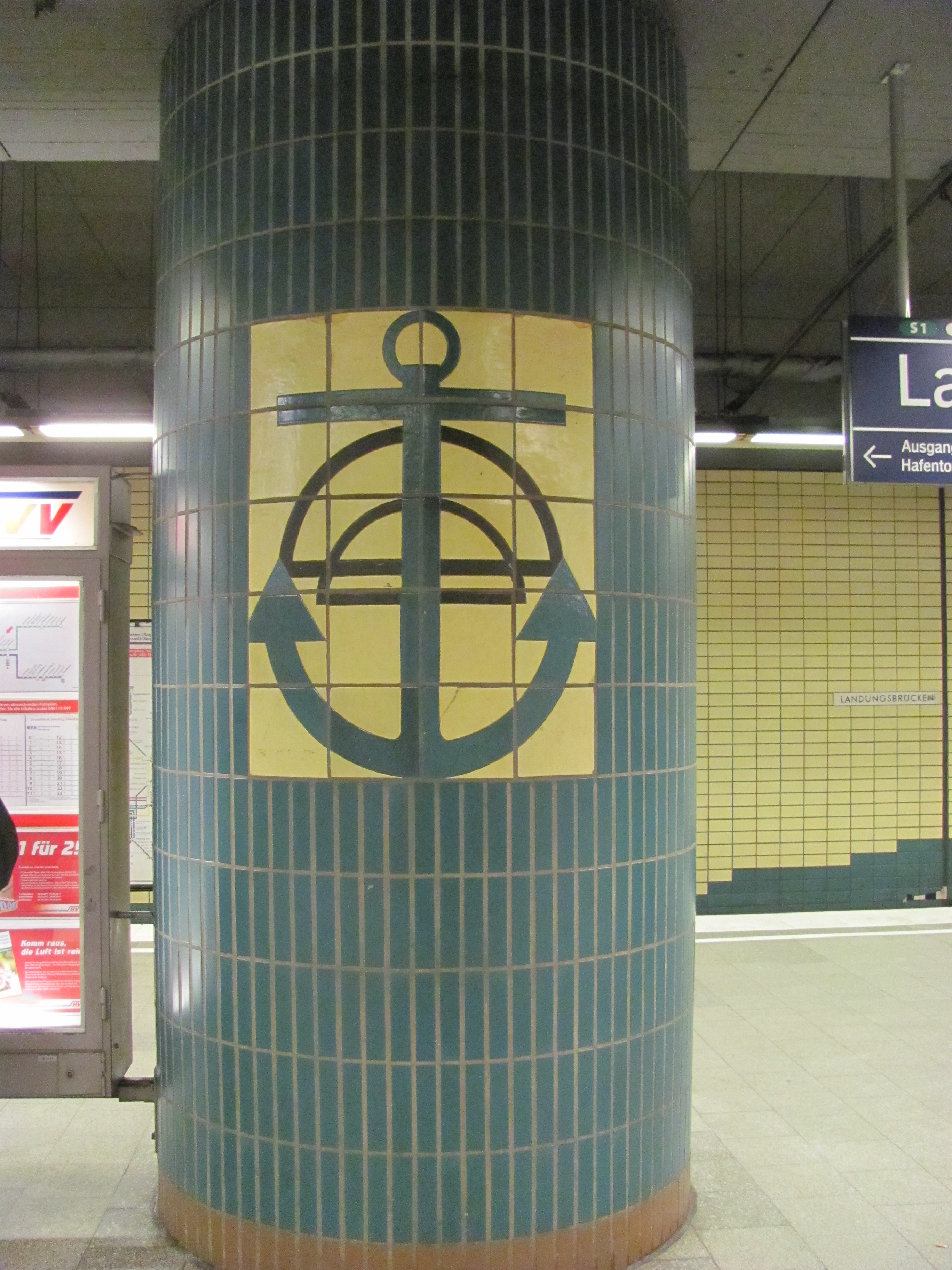
Säule mit Ankermotiv von Hans-Günther Baass.

Der S-Bahnbereich war zunächst mit blauen und gelben Fliesen gestaltet, die dicken Säulen wiesen geflieste Ankermotive von Hans-Günther Baass auf, die Hintergleiswände Wellenmotive. In späteren Jahren wurden zudem weitere maritime Bilder an freien Plakatwänden hinter den Gleisen angebracht.
Am 30. September 1984 brannte in der Station ein S-Bahn-Wagen der Baureihe 471 aus, was zu einer ersten Renovierung vor allem des S-Bahnbereichs führte. Im März 2018 wurde dann wie bei den anderen Stationen des City-Tunnels auch mit der kompletten Umgestaltung des S-Bahnhofs begonnen. Zunächst wurden die Fliesen an den Wänden hinter den Gleisen abgeschlagen und die Wände und die Decken über den Gleisen schwarz gestrichen. Der Bahnsteigboden und die Verteilerebenen wurden neu gefliest. Im Oktober 2019 wurden neue Paneele an den Hintergleiswänden montiert und die Wände an den Aufgängen vom Bahnsteig zur Verteilerebene neu gestaltet. Eines der Ankermotive von Hans-Günther Baass ist im Eingangsbereich erhalten geblieben.
Der Hauptzugang zur S-Bahn-Station erfolgt über durch das Stationsbauwerk der U-Bahn, am Ostende des Bahnsteigs besteht ein weiterer Ausgang zur Straße Eichholz bzw. Hafentor. Seit einigen Jahren besitzt dieser Ausgang zusätzlich einen Schrägaufzug vom Straßenniveau zum tieferliegenden S-Bahnsteig.
Aufgrund der früheren Funktion als Endhaltestelle verfügt der Bahnhof bis heute über einen Gleiswechsel östlich der Station. Zudem besitzt er, anders als die übrigen Stationen im Citytunnel, bei denen diese schon länger nicht mehr regulär genutzten Einrichtungen seit 2018 entfernt wurden, weiter Abfertigungskanzeln für die örtliche Aufsicht, die 2019 modernisiert wurden und bei Großveranstaltungen (Hafengeburtstag, Hamburg Cruise Days) zum Einsatz kommen können.
Betrieb
| Linie | Verlauf |
| ----- | --- |
| S 1   | Wedel – Rissen – Sülldorf – Iserbrook – Blankenese – Hochkamp – Klein Flottbek – Othmarschen – Bahrenfeld – Ottensen – Altona – Königstraße – Reeperbahn – Landungsbrücken – Stadthausbrücke – Jungfernstieg – Hauptbahnhof – Berliner Tor – Landwehr – Hasselbrook – Wandsbeker Chaussee – Friedrichsberg – Barmbek – Alte Wöhr (Stadtpark) – Rübenkamp – Ohlsdorf \ Streckenast Poppenbüttel – Kornweg (Klein Borstel) – Hoheneichen – Wellingsbüttel – Poppenbüttel / Streckenast Flughafen – Hamburg Airport (Flughafen) |
| S 3   | Pinneberg – Thesdorf – Halstenbek – Krupunder – Elbgaustraße – Eidelstedt – Stellingen (Arenen) – Langenfelde – Diebsteich – Altona – Königstraße – Reeperbahn – Landungsbrücken – Stadthausbrücke – Jungfernstieg – Hauptbahnhof – Hammerbrook (City Süd) – Elbbrücken – Veddel (BallinStadt) – Wilhelmsburg – Harburg – Harburg Rathaus – Heimfeld (TU Hamburg) – Neuwiedenthal – Neugraben |

### Bunker
Während der Bauarbeiten zum City-Tunnel wurde zwischen S- und U-Bahnsteig ein ziviler Luftschutzbunker eingebaut. Er fasst etwa 180 Personen und befindet sich zwischen der Verteilerebene zur U-Bahn und dem Bahnsteig der S-Bahn. Er ist jedoch keine „Mehrzweckanlage“ für den Schutz gegen ABC-Angriffe, sondern dient nur für den Grundschutz von wenigen Tagen.